# Partenon
Partenon (gr. Παρθενών, Parthenṓn) – świątynia poświęcona Atenie Partenos (pol. Atenie Dziewicy) na akropolu ateńskim, wzniesiona w połowie V w. p.n.e. według planów Iktinosa i Kallikratesa pod nadzorem Fidiasza, który wykonał również elementy rzeźbiarskie.
Zbudowana z białego marmuru pentelickiego w zgodzie z porządkiem doryckim, uważana za najdoskonalszy jego przykład.
W 1987 roku akropol ateński wraz z Partenonem został wpisany na listę światowego dziedzictwa UNESCO.

## Nazwa
Nazwa Partenon pochodzi od przydomka bogini Ateny – Atena Partenos (pol. Atena Dziewica), której świątynia jest poświęcona. Pierwsza wiarygodna wzmianka tej nazwy znajduje się u Demostenesa (384–322 p.n.e.) – nazwa ta funkcjonowała zapewne w języku potocznym dużo wcześniej. Greckie słowo παρθενών oznaczało izby niezamężnej kobiety, a w odniesieniu do świątyni Ateny początkowo było używane dla określenia jej zachodniej części .
W V w. p.n.e. budowlę nazywano świątynią – te naos, a jej architekci określali ją mianem hekatompedos (pol. „długa na sto stóp”) upamiętniając wcześniejszą świątynię stojącą w tym miejscu w okresie archaicznym . Plutarch (ok. 50–125 n.e.) używał nazwy Hekatompedon-Partenon . Grecki geograf Pauzaniasz stosował nazwę Partenon .

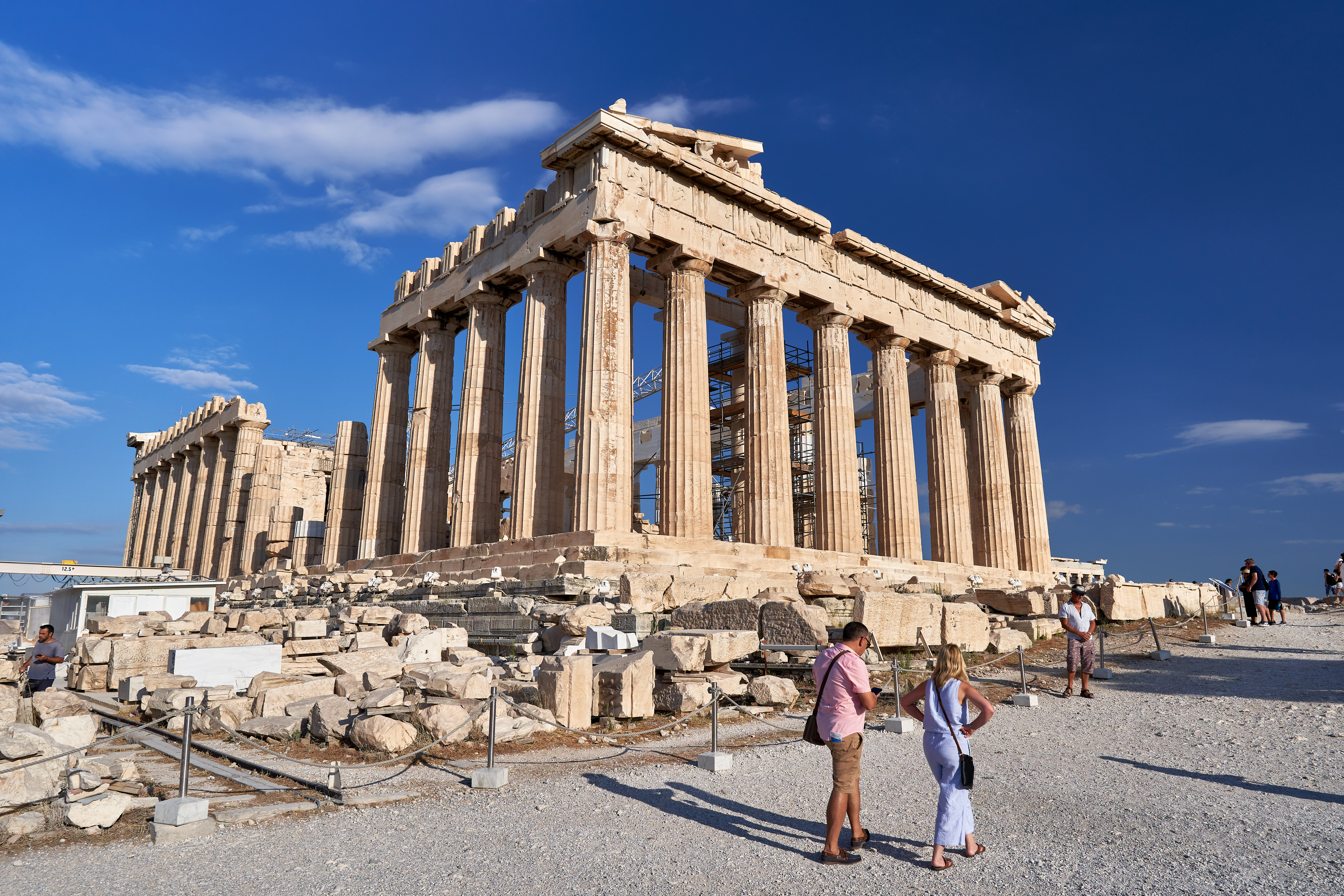
Partenon

## Historia

### Budowa
Świątynia została wzniesiona z inicjatywy ateńskiego polityka i stratega Peryklesa (ok. 495–429 p.n.e.) w ramach jego programu udekorowania imperialnych Aten finansowanego z budżetu Związku Morskiego. Gmach zastąpił wcześniejszą świątynię zniszczoną przez Persów w 480 roku p.n.e., która z kolei stała w miejscu pierwszego Partenonu z ok. 570 roku p.n.e.  w południowo-wschodniej części Akropolu .
Prace prowadzili architekci Iktinos i Kallikrates, którzy współpracowali blisko z Fidiaszem – według Plutarcha Fidiasz nadzorował prace nad budową akropolu. Budowa rozpoczęła się w 447 roku p.n.e. – gmach został ukończony w 438 roku p.n.e., a dekoracje zewnętrzne w 432 roku p.n.e.  Fidiasz, współpracując ze swoimi uczniami Agorakritosem i Alkamenesem, stworzył bogatą dekorację rzeźbiarską . Sam wykonał także w technice chryzelefantynowej olbrzymi posąg Ateny Partenos, który zdobił wnętrze świątyni . Budowla przetrwała wieki w nienaruszonym stanie .

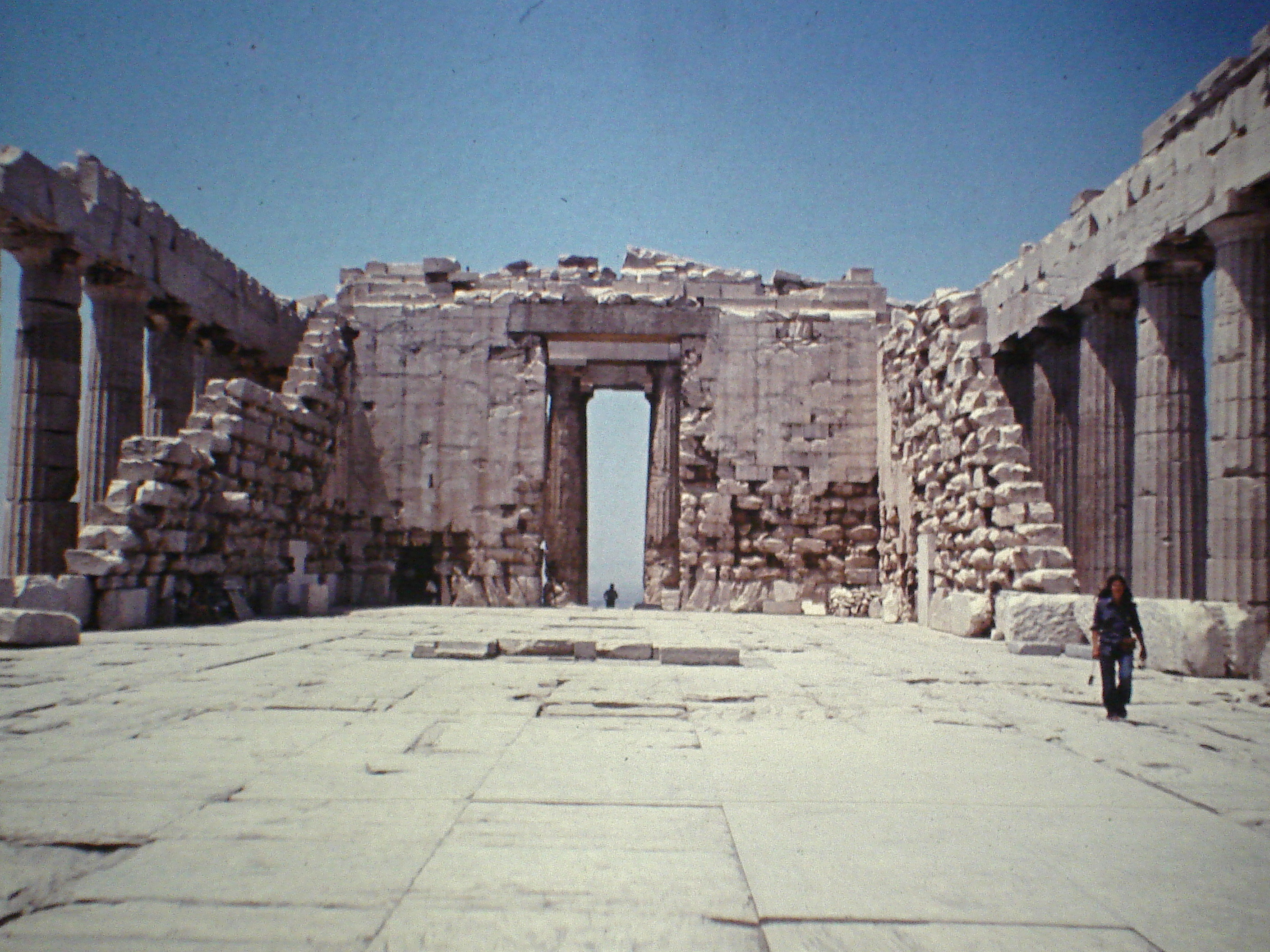
Wnętrze Partenonu

### Czasy nowożytne
Pod koniec panowania rzymskiego świątynia odniosła poważne zniszczenia wskutek pożaru . Została odbudowana w IV w. prawdopodobnie za panowania cesarza Juliana Apostaty w latach 361–363  Wkrótce została przebudowana na potrzeby kościoła chrześcijańskiego . W V w. n.e. usunięto z niej niektóre rzeźby, w tym posąg Ateny dłuta Fidiasza, i ok. roku 600 zamieniono go na kościół chrześcijański  . W 1205 roku kościół został poświęcony Świętej Matce Aten .    
Po zajęciu Aten przez Turków w 1458 roku świątynia została zamieniona w meczet – w jej południowo-zachodnim narożniku wzniesiono minaret . W XVII w. Turcy w gmachu urządzili magazyn amunicji, który eksplodował w 1687 roku podczas oblężenia Aten przez Wenecjan . Eksplozja ta zniszczyła środkową część świątyni . Na początku XIX wieku większość pozostałych tam jeszcze wówczas rzeźb (18 posągów, 15 metop i 56 bloków fryzu ) została za zgodą władz tureckich usunięta przez brytyjskiego dyplomatę Thomasa Bruce’a (1766–1841), wywieziona do Anglii jako tzw. „marmury Elgina” i sprzedana British Museum w 1816 roku . Niektóre rzeźby trafiły do Luwru i do Kopenhagi.

### Konserwacja i rekonstrukcja

#### Okres panowania Ottona I (1832–1862)
Za panowania pierwszego króla niepodległej Grecji Ottona I rozpoczęto pierwsze prace na akropolu według programu opracowanego przez niemieckiego architekta Leo von Klenze (1784–1864) – nadwornego architekta ojca Ottona, króla Bawarii Ludwika I Wittelsbacha (1786–1868) . Program obejmował m.in. demilitaryzację wzgórza, usunięcie wszystkich elementów z okresu post-klasycznego, m.in. średniowiecznego pałacu z Propylejów i niewielkiego meczetu ze środka Partenonu, a także anastylozę pomników i budynków, m.in. Ateny Nike (1835–1836, 1844), Erechtejonu (1837–1840, 1846–1847), Partenonu (1841–1844) i Propylejów (1850–1854) .

#### Pierwsze programy rekonstrukcji Partenonu
W latach 1885–1890 przeprowadzono dokładne prace wykopaliskowe na terenie całego wzgórza . W latach 1898–1902 wdrożono pierwszy program rekonstrukcji Partenonu, który obejmował restaurację tylnej części świątyni (opistodomosu) oraz jej fasady zachodniej . W latach 1921–1933 przeprowadzono drugi program rekonstrukcji świątyni, który obejmował restaurację pronaosu, wschodniego frontonu, zachodniego wejścia oraz północnej i południowej kolumnady .  
Rekonstrukcji Partenonu dokonał grecki architekt Nikolaos Balanos (1860–1942) . Do wzmocnienia obiektu użyto wówczas ukrytych w marmurze żelaznych wzmocnień, które po wielu latach zaczęły korodować i niszczyć budynek .

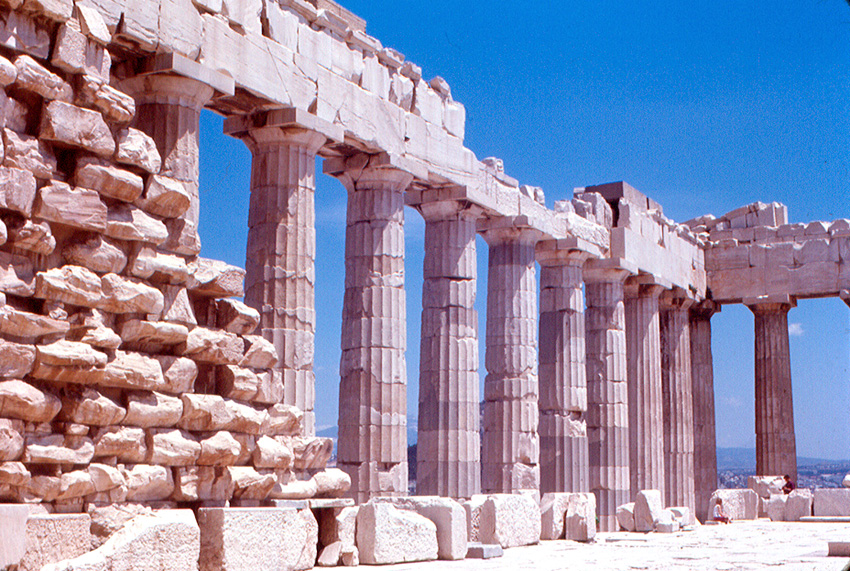
Wnętrze Partenonu

#### Renowacja Partenonu
W 1975 roku greckie władze podjęły decyzje o renowacji Akropolu ze względu na postępującą degradację zabytków w tym Partenonu . Wtedy też rozpoczęły się prace badawcze oraz inwentaryzacyjne . W 1986 roku rozpoczęto renowację Partenonu od prac przy wschodniej fasadzie metodą anastylozy – możliwie jak największym użyciem oryginalnych fragmentów świątyni . W 1987 roku akropol ateński wraz z Partenonem został wpisany na listę światowego dziedzictwa UNESCO .
Na początku lat 90. XX w. do Muzeum Akropolu przeniesiono pozostałości fryzu zachodniego, w latach 1995–2004 przeprowadzono rekonstrukcję pronaosu, w pierwszej dekadzie XXI w. przeprowadzono prace renowacyjne północnej części świątyni, w latach 2014–2015 – części zachodniej, a w 2017 roku rozpoczęto rekonstrukcję fasady zachodniej .     

## Architektura

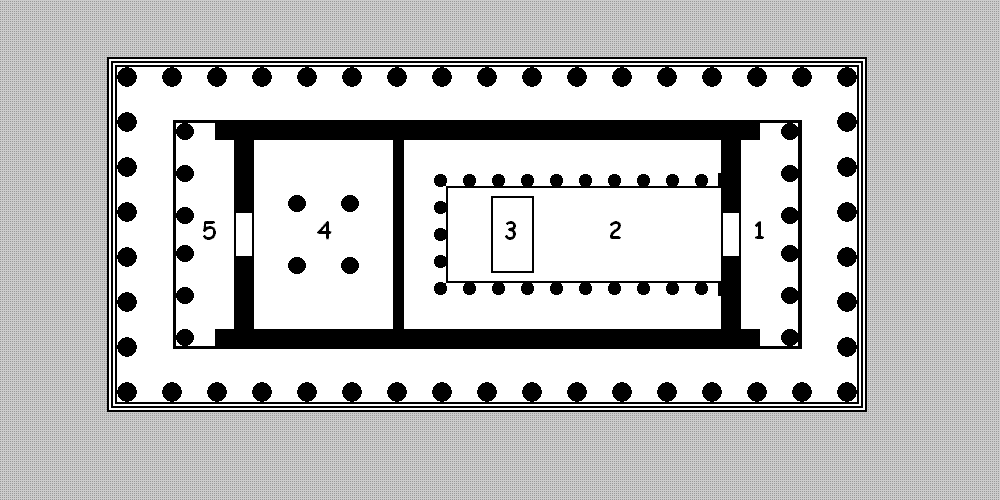
Plan Partenonu:
1. Pronaos;
2. Naos;
3. Posąg Ateny Partenos;
4. Opistodomos;
5. Opistonaos.

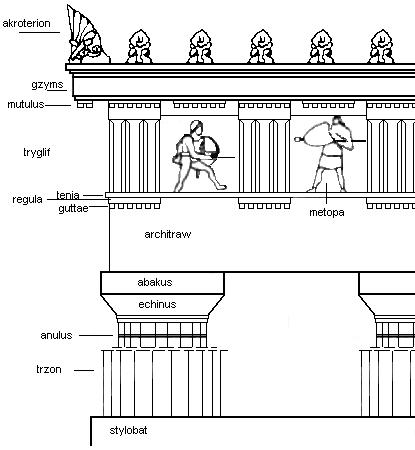
Porządek dorycki – schemat

Świątynia została wzniesiona z białego marmuru pentelickiego w zgodzie z porządkiem doryckim w momencie szczytowego rozwoju tego porządku . Jest to jedna z największych świątyń okresu klasycznego.  
Partenon stanął na stylobacie o wymiarach 69,50 × 30,88 m . Zbudowany został na planie peripterosu – za pronaosem (przedsionkiem) znajduje się naos a za nim, na zachodzie, opistonaos .
Naos był podzielony na dwie nierówne części – w pierwszej, większej, wschodniej części, przed dwupoziomową kolumnadą w kształcie Π otaczającą wnętrze z trzech stron, umieszczony był wysoki na prawie 13 m posąg Ateny Partenos, wykonany przez Fidiasza w technice chryzelefantynowej . Część ta była szeroka na niespotykane wcześniej 20 m, by zapewnić odpowiednią przestrzeń dla posągu. Po raz pierwszy w świątyni zastosowano okna – dwa otwory umieszczono po obydwu stronach, by odpowiednio oświetlić posąg. W drugiej części znajdował się opistodomos – jego dach podtrzymywały cztery kolumny jońskie – tutaj od 433 roku p.n.e. znajdował się skarbiec Aten .
Całość otaczała kolumnada złożona z 46 kolumn (po 17 na dłuższych bokach i po 8 na krótszych) o 20 kanelurach. Pronaos i opistodomos poprzedza po 6 kolumn.
Budowla charakteryzuje się harmonijnymi proporcjami między długością, szerokością a wysokością. Wiele jej elementów pozostaje w stosunku 9:4, m.in. długość stylobatu do jego szerokości, średnica kolumn do szerokości tryglifów czy międzysłupie do średnicy kolumny .
Podczas budowania Partenonu wprowadzono szereg udoskonaleń, przede wszystkim krzywizn, które obejmują „siatką” całą budowlę, by zapewnić całkowitą harmonię, a nie tylko złudzenia optyczne idealnego pionu i poziomu wszystkich elementów świątyni. Świadczyło to o wysokim poziomie znajomości matematyki i budownictwa jej architektów.
Środkowa część stylobatu wznosi się stopniowo ze wszystkich czterech stron. Wszystkie horyzontalne elementy budowli – architraw, fryz i gzymsy – wykazują podobne krzywizny powierzchni. Aby uniknąć złudzenia wychylenia doryckich kolumn skrajnych na zewnątrz, pochylono je do środka, przy czym kolumny narożne pochylone są silniej. Kolumny nie są idealnie proste, lecz zwężają się ku górze – zastosowano tu tzw. entasis, by zapewnić złudzenie optyczne idealnie pionowych kolumn. Ponadto kolumny nie stoją w równych odstępach, lecz ustawione są bliżej siebie po bokach i dalej od siebie w części środkowej.

## Rzeźby Partenonu
Dekoracje rzeźbiarskie zdobiły obydwa frontony (tympanony), 92 metopy i fryz o długości 160 m, szczyty frontonów i narożniki wieńczyły akroteriony.

### Frontony
Tympanony Partenonu zdobiły rzeźby wykonane w latach 437–432 p.n.e.
Tympanon wschodni, od strony wejścia do świątyni, nawiązywał do narodzin Ateny, ukazując Zeusa i Atenę z małą Nike pomiędzy nimi. Z uwagi na zniszczenie figur, nie wiadomo dokładnie, w jakich pozach zostali przedstawieni bogowie, rekonstrukcja w Muzeum Akropolu pokazuje Zeusa siedzącego na tronie z Ateną stojącą przed nim i Nike pomiędzy ich głowami. Po ich obydwu stronach przedstawieni są inni bogowie – za Zeusem: Hera, Iris, Afrodyta, Ares, Demeter, Persefona, Dionizos i Helios, a za Ateną: Hefajstos, Posejdon, Apollo, Artemida, Hermes i Selene.
Tympanon zachodni ukazywał scenę sporu między Ateną a Posejdonem o patronat nad Attyką. Atena i Posejdon ukazani są pośrodku wraz z ich darami – drzewkiem oliwnym i źródłem wody, pomiędzy nimi znajdował się najprawdopodobniej symboliczny piorun Zeusa, który zakończył ich spór. Po bokach przedstawiono ich rydwany z końmi stającymi dęba na huk pioruna, dalej Hermesa i Iris obwieszczających wynik sporu – wygraną Ateny – herosom i królom Aten.
Szczyty frontonów wieńczyły czterometrowe akroteriony, przedstawiające pędy akantu i liście palmowe w formie palmety. Narożniki zdobiły akroteriony ukazujące skrzydlate Nike.

### Fryz panatenajski
Fryz dłuta Fidiasza składał się ze 115 bloków i miał 160 m długości  – obiegał dookoła całą świątynię. Tematem fryzu były Panatenaje – święto upamiętniające narodziny bogini Ateny – ukazano tu procesję, w której przedstawiono 378 postaci ludzkich i boskich oraz 200 zwierzęcych, głównie koni .
Fryz rozpoczynał się po zachodniej stronie budowli, gdzie ukazywał jeźdźców przygotowujących się, by wsiąść na konie lub już odjeżdżających. Dalej biegł dwoma niezależnymi pasami wzdłuż północnej i południowej strony budynku, ukazując kawalkadę jeźdźców, zaprzęgów i pieszych (starszych, muzyków, niosących dary i ofiary), by zbiec się po stronie wschodniej, gdzie przedstawiono prowadzących procesję zbliżających się do nadnaturalnie wielkich, siedzących bogów – jednych zwróconych ku nadchodzącym ludziom od strony północnej i innych zwróconych ku nadchodzącym od strony południowej. Pośrodku fryzu po wschodniej stronie widnieje postać kapłanki Ateny z dwoma dziewczynami.    
Oryginalne fragmenty fryzu znajdują się w zbiorach muzealnych – 50 m w Muzeum Akropolu w Atenach, 80 m w British Museum, jeden blok w Luwrze a pojedyncze fragmenty w muzeach w Palermo, Watykanie, Würzburgu, Wiedniu, Monachium i Kopenhadze . Fryz w Muzeum Akropolu ukazuje nie tylko oryginalne fragmenty w zbiorach muzeum, lecz także kopie oryginalnych fragmentów z innych muzeów.

### Metopy

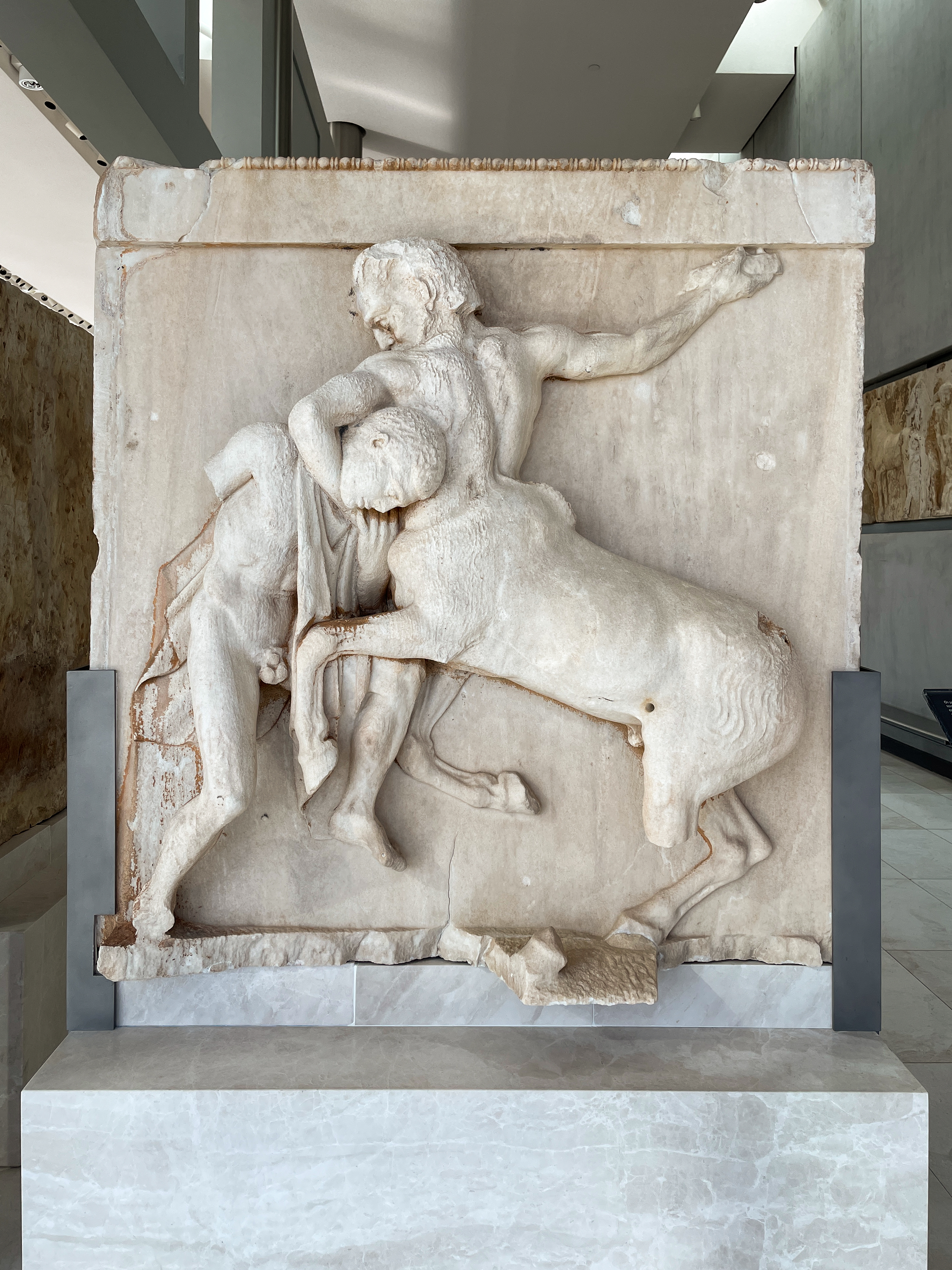
Metopa 1, strona południowa, scena z Centauromachii

Wszystkie 92 metopy umieszczone na belkowaniu świątyni były ozdobione płaskorzeźbami przedstawiającymi sceny walk z Gigantomachii (po stronie wschodniej), Amazonomachii (po stronie zachodniej), Centauromachii (po stronie południowej) i Iliupersis (po stronie północnej) . Każda metopa przedstawia indywidualną scenę z udziałem najczęściej dwóch postaci, ilustrującą legendarną bitwę, symbolizując zwycięstwo Ateńczyków nad Persami .
Większość metop (m.in. wszystkie po stronie wschodniej i zachodniej) została zniszczona – odłupano z nich figury, najprawdopodobniej kiedy chrześcijanie przystosowywali Partenon dla potrzeb własnej świątyni lub podczas najazdu Wizygotów w 396 roku n.e. Metopy południowe wówczas przetrwały,  lecz uległy uszkodzeniu podczas eksplozji tureckiego składu amunicji w 1687 roku, inne zrabował na początku XIX w. lord Elgin (1766–1841).

### Atena Partenos

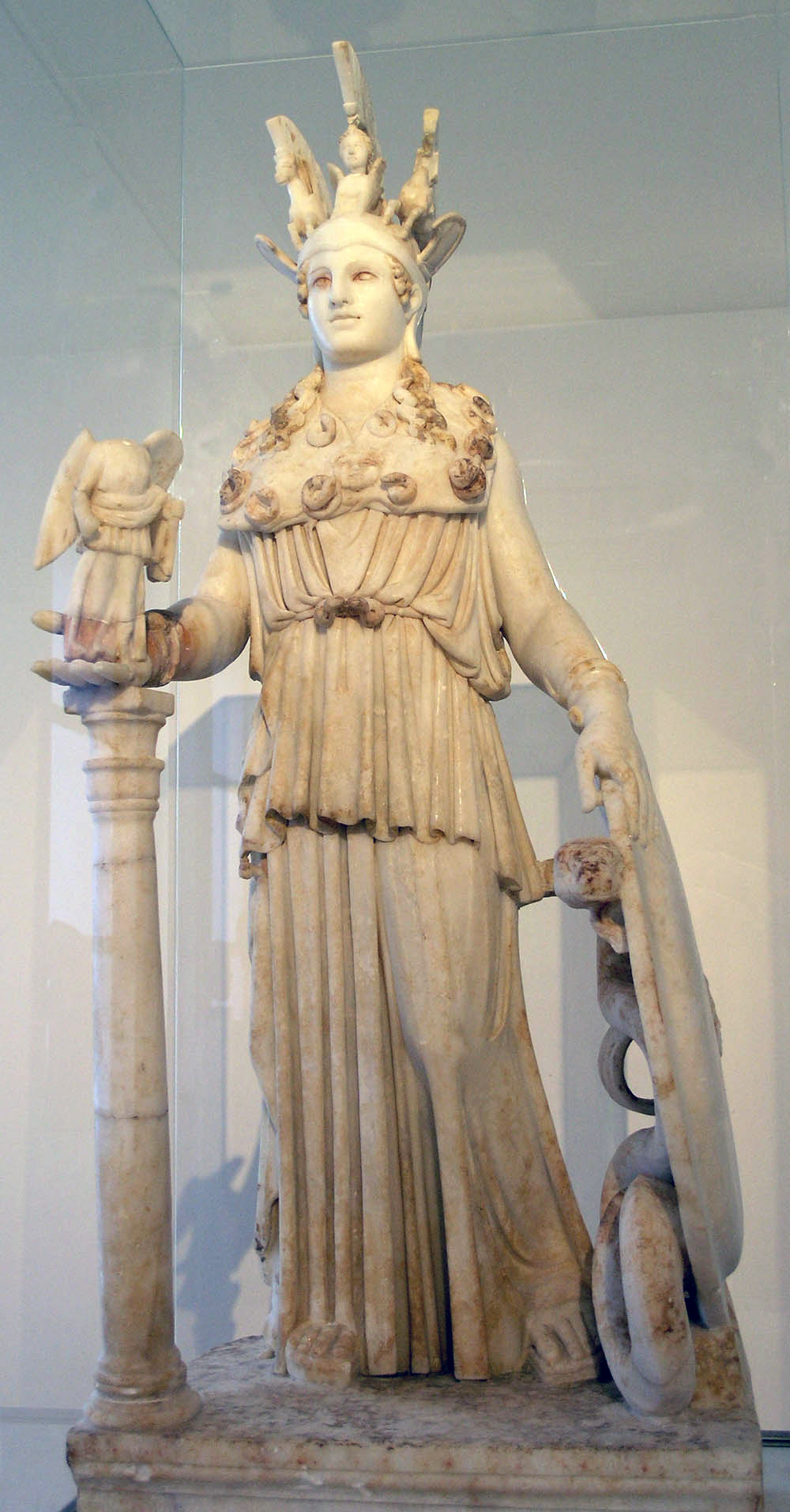
Atena Varvakeion – rzymska kopia posągu Ateny Partenos dłuta Fidiasza, ok. III w. n.e., Narodowe Muzeum Archeologiczne w Atenach

Wysoki na prawie 13 m posąg Ateny Partenos wykonany przez Fidiasza w technice chryzelefantynowej stał w pierwszej, większej, wschodniej części naosu, przed dwupoziomową kolumnadą otaczająca wnętrze z trzech stron . Statuta nie zachowała się do naszych czasów. Jej wygląd znany jest z opisów starożytnych i ponad 200 mniejszych kopii. Najbardziej znaną kopią posągu jest tzw. Atena Varvakeion, ok. 1 m wysokości, datowana na pierwszą połowę III w. n.e.
Oryginalny posąg osadzony był na drewnianym trzonie, do którego przymocowane były twarz i kończyny bogini wykonane z kości słoniowej, tułów Ateny spowijały szaty z płatów złota, które ważyły 1150 kg. Bogini ukazana była w hełmie, w długim peplosie, z egidą; niosąca w prawej ręce Nike (zwycięstwo) ; w lewej miała włócznię . U jej boku znajdowała się tarcza i wąż .    

## Partenon w Nashville

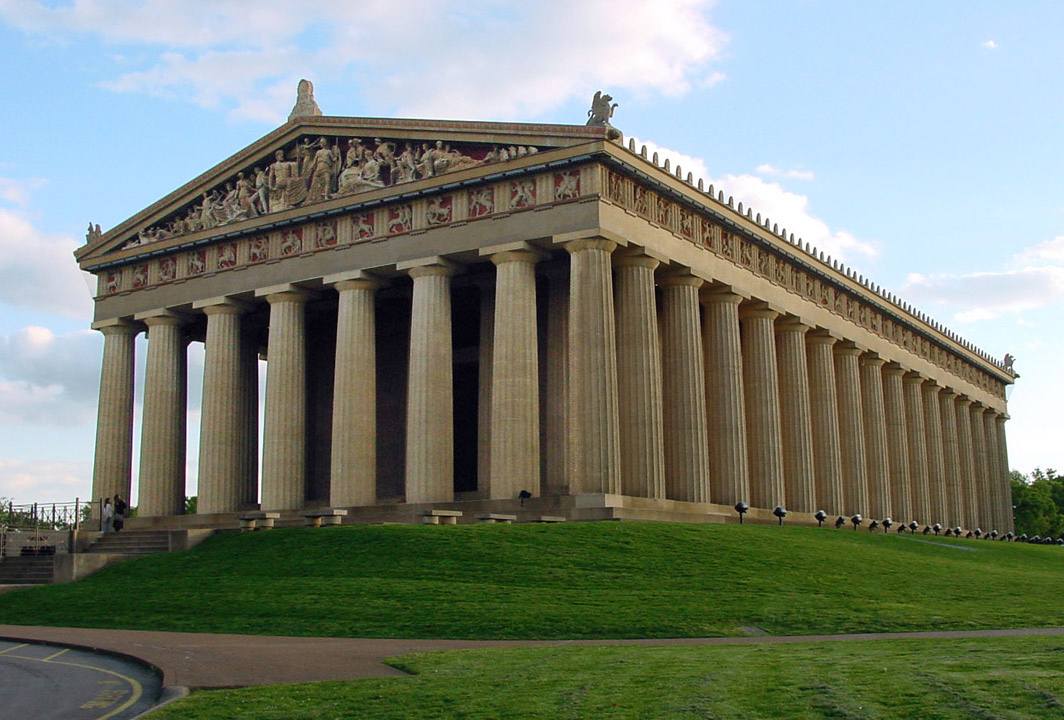
Replika Partenonu w Nashville

Pełnowymiarowa replika oryginalnego Partenonu w Atenach stoi w Nashville w stanie Tennessee. Gmach został wzniesiony w 1897 roku z okazji wystawy Tennessee Centennial and International Exposition a jego wnętrza były dostosowane do potrzeb wystawienniczych – pokazywano tu dzieła sztuki. Do jego wykończenia użyto gładzi szpachlowej, przez co 10 lat później zaczęły odpadać z niego rzeźby. Decyzję o odbudowie repliki przy użyciu trwałych materiałów podjęto w 1920 roku, a gmach ukończono w 1931 roku.
W 1990 roku w jego wnętrzu stanęła replika posągu Ateny Partenos.